# Il marchio di Giuda
Il marchio di Giuda (The Judas Strain) è un romanzo del genere Techno-thriller, scritto dall'autore James Rollins nel 2007. In Italia è stato pubblicato contemporaneamente dall'Editrice Nord nel 2007 con la stampa americana e poi stampato anche nella versione economica dalla TEA nello stesso anno. È il quarto libro della serie sulla Sigma Force.

## Trama
Uno strano virus sta seminando pazzia, terrore e morte tra i passeggeri di una nave e pare essere lo stesso virus che ha colpito la flotta di Marco Polo durante uno dei suoi viaggi. L'impavido Grayson Pierce, agente segreto della Sigma Force, cerca di scoprire cosa accade e risolvere l'enigma. Come sempre in suo aiuto accorrono i suoi amici, esperti di storia antica, di medicina e agenti segreti. È una lotta contro il tempo anche perché è in gioco la vita dei genitori di Gray, rapiti da una setta segreta che vuole in cambio da lui aiuto nella scoperta del luogo da cui ha avuto origine il virus.

## Edizioni
- James Rollins, Il marchio di Giuda, traduzione di Marco Zonetti, Nord, 2007,  p. 496, ISBN 978-88-429-1417-4.